# Дирранбанди
Дирранбанди (англ. Dirranbandi) — город в юго-западном Квинсленде, Австралия. Входит в состав графства Балонн.

## История
Впервые район города был исследован в 1846 году Общим инспектором Нового Южного Уэльса. В течение пяти лет округ Дирранбанди был под сельским управлением Керрауайлди (Currawildi). В 1885 году инспектор Клодиус Бьюкенен Уиш (Claudius Buchanan Whish) изучил территорию для будущего города и выбрал с учётом наивысшего уровня воды во время наводнения реки Балонн. Одними из первых зданий были гостиница и универсальный магазин, примечательно что школа была открыта лишь в 1908 году.
Дирранбанди и соседний, более крупный город Сент-Джордж не имели свободного доступа к железнодорожной системе. В 1908 году юго-западная железная дорога проложила ветку до Гундивинди. Дальнейшее продвижение железной дороги было обусловлено расширением границ Нового Южного Уэльса для роста торговли между штатами. Участок между Гундивинди и Дирранбанди (конечная станция) был открыт 22 мая 1913 года. Позже город переместили в район железнодорожной станции.
В 1923 году была построена больница, в 1938 году в Дирранбанди провели водопровод, и в том же году была установлена силовая подстанция для обеспечения города электричеством. В послевоенные годы властями графства была проделана большая работа по улучшению инфраструктуры Дирранбанди: проведена канализационная сеть, улучшено электроснабжение, построены аэродром и городской административный центр. В начальной школе открылось отделение средней школы, а в 1956 году была построена Католическая начальная школа. В 1960 году население города приблизилось к отметке 900 человек.
Начиная с 1960-х в Дирранбанди происходило снижение количества населения, однако инфраструктуру города удалось сохранить.

## Название
Считается, что название города произошло от аборигенного слова, означающего «болото изобилующее лягушками и водоплавающей птицей». Хотя эта версия и возможна, ни на одном из языков региона нет никаких доказательств такого варианта названия. Вполне возможно, что название произошло от топонима Дхуррунбандаай на диалекте юалай. Распространён перевод этого топонима как дхуррун.гал («волосатые гусеницы») и баанда-й («движение гуськом»). Существует, также, слово дхирринбаа (существительное на диалекте юаларай) означающее «плохая погода в лагере на возвышенности». Возможно оно произошло от дхиррин («возвышенность») и -баа («место, время»). Также существует вариант расшифровки названия как Страна сломанного леса, однако этот вариант также бездоказателен.
Широко распространена версия что имя городу дал Клодиус Бьюкенен Уиш во время изучения территории Дирранбанди.

## Географическое положение
Находится в 608 км к западу от Брисбена и в 80 км к северо-западу от Сент-Джорджа. Через Дирранбанди протекает река Нарран (Narran) и впадает в реку Балонн, ниже Сент-Джорджа по течению.

## Население
Согласно переписям населения в разные годы, его количество было:
| 1911 | 1933 | 1954 | 1971 | 1986 | 2001 | 2006 |
| ---- | ---- | ---- | ---- | ---- | ---- | ---- |
| 159  | 383  | 870  | 712  | 523  | 526  | 437  |

## Экономика
На сегодняшний день Дирранбанди — центр местного хлопководства. Население города ежегодно увеличивается с появлением сезонных рабочих, приезжающих для работы на обширных полях. Ассоциация Хлопководов Дирранбанди была создана в 1997 году, спустя 11 лет после получения первого урожая хлопка в местных краях. Из-за малого количества осадков широко распространена ирригация. Поблизости от города, на реке Калгоа (Culgoa) находится Кабби-Стейшн (Cubbie Station) — бывшее пастбище, с 1989 года крупнейшая в южном полушарии орошаемая хлопковая ферма, находящаяся в частной собственности. К 2001 году рост количества жалоб на Кабби-Стейшн из-за потери стока воды в речную систему Муррей-Дарлинг и исчезновение, вниз по течению Калгоа, сезонного затопления пастбищ, необходимого для роста травы, достиг критической отметки. В 2009 году ферма была выставлена на продажу, что вызвало дискуссию о её правах на водные ресурсы. К концу этого же года управление Кабби-Стейшн перешло под контроль администраторов.
В Дирранбанди находятся: филиал компании по обслуживанию самолётов, 3 компании по поставкам товаров для сельского хозяйства, агрономическая компания, 2 банковских филиала, мясной магазин, предприятие по переработке хлопка-сырца, химчистка, электрическая компания, ателье по вышивке, 2 бюро по трудоустройству, компания по производству земляных работ, служба контроля за дикими животными, 2 транспортных компании, 2 продуктовых магазина, скобяная лавка, 2 агентства по недвижимости, интернет-центр, агентство новостей, городской административный центр, почтовое отделение., сельский трансакционный центр, автомастерская, 3 скотоводческие компании и другие.

### Транспорт
Через город проходит шоссе Каслриг. С 1994 года железнодорожная станция Дирранбанди прекратила обслуживание пассажиров и стала грузовой.
28 августа 2009 года велось обсуждение, предложенного администрацией Балонн, варианта развития транспортного сообщения графства. Этот вариант предусматривал полное закрытие железнодорожной ветки Таллон-Дирранбанди и перенаправление сэкономленных средств на модернизацию сети местных автодорог, в частности на дорогу Ноонду-Таллон (Noondoo-Thallon Road).
Рядом с городом находится аэродром, имеющий освещаемую 1000-метровую асфальтовую взлётно-посадочную полосу.

## Аварийные службы
- Больница (Dirranbandi Hospital)
- Станция неотложной помощи
- Полицейский участок

## Образование
На данный момент в городе действует учреждение дошкольного образования — детский сад (C and K Dirranbandi Kindergarten), начальная-средняя школа (Dirranbandi State School P and C) и Католическая начальная школа (Catholic primary school).

## Культура и отдых
Город известен тем, что стал последним пунктом назначения для последнего почтового поезда работавшего в Австралии. В Дирранбанди имеются выставка на открытом воздухе и боулинг. Рядом с городом находится Национальный парк поймы Калгоа.

### Гостиницы и кемпинги
- Dirranbandi Hostel & Caravan Park
- Dirranbandi Hotel & Motel
- Dirranbandi Motel
- Dirranbandi Motor Inn

### Общественные, экономические и спортивные организации
- Ассоциация Прогресса (Dirranbandi Progress Association)
- Ассоциация Родео (Dirranbandi Rodeo Association)
- Ассоциация Хлопководов Дирранбанди (Dirranbandi Cotton Growers Association)
- Гольф-клуб (Dirranbandi Golf Club)
- Независимый Комитет Единиц Жилья (Dirranbandi Independent Living Units Committee)
- Окружная Ассоциация Ирригаторов Дирранбанди (Dirranbandi District Irrigators Association)
- Пони-клуб (Dirranbandi Pony Club)
- Скотоводческая и Сельскохозяйственная Ассоциация (Dirranbandi Pastoral and Agricultural Association)
- Совет по искусствам (Dirranbandi Arts Council)

Согласно переписи населения 2006 года население Дирранбанди насчитывало 437 человек.
Дирранбанди расположен на традиционных землях народа кума, однако жители города называют себя камиларои.